# Derby Gdyni w piłce nożnej
Derby Gdyni – mecze piłkarskie pomiędzy największymi klubami w Gdyni: Arką i Bałtykiem. W swojej historii obie drużyny spotkały się czterokrotnie w spotkaniach Ekstraklasy, gdzie dwukrotnie padł bezbramkowy remis a po razie triumfowały obydwie drużyny. Obecnie spotkania gdyńskich drużyn pozostają w cieniu derbów Trójmiasta.

## Kluby
| Porównanie klubów             | Porównanie klubów                                                                                         | Porównanie klubów                 |
| ----------------------------- | --- | --------------------------------- |
| Arka Gdynia                   | | Bałtyk Gdynia                     |
| 1929                          | rok założenia                                                                                             | 1930                              |
| 2                             | Puchary Polski                                                                                            | 0                                 |
| 2                             | Superpuchary Polski                                                                                       | 0                                 |
| 16                            | liczba sezonów w Ekstraklasie, włącznie z sezonem 2024/2025                                               | 7                                 |
| 28.                           | miejsce w tabeli wszech czasów Ekstraklasy                                                                | 45.                               |
| 17 sierpnia 1974 1:0 z ŁKS-em | debiut w Ekstraklasie                                                                                     | 16 sierpnia 1980 1:0 z Odrą Opole |
| 7.                            | najwyższa lokata w Ekstraklasie                                                                           | 6.                                |
| 4                             | liczba spotkań w europejskich pucharach UEFA                                                              | 0                                 |
| 0                             | liczba spotkań w europejskich pucharach poza UEFA (Puchar Intertoto do 1994)                              | 6                                 |
| 1938                          | debiut na drugim poziomie ligowym (przedwojenna Klasa A)                                                  | 29 marca 1936 5:2 z Unią Tczew    |
| 33                            | liczba sezonów na drugim poziomie rozgrywkowym (do 1939 Klasa A, od 1948 do 2008 II liga, od 2008 I liga) | 23                                |
| I liga                        | obecny poziom ligowy (2024/2025)                                                                          | IV liga                           |
| Stadion Miejski w Gdyni       | stadion                                                                                                   | Narodowy Stadion Rugby            |

## Historia
Arka Gdynia powstała w 1929 (pod nazwą KS Gdynia) i jest najstarszym klubem piłkarskim w Gdyni i drugim najstarszym polskim klubem piłkarskim w Trójmieście po Gedanii. Bałtyk Gdynia powstał w kolejnym roku i w 1936 jako pierwszy gdyński i trójmiejski klub zadebiutował na drugim poziomie polskich rozgrywek - w pomorskiej Klasie A. W sezonie 1938/39 w Klasie A jako druga zadebiutowała Arka, wówczas pod nazwą Kotwica, umożliwiając rozegranie pierwszych derbów Gdyni na drugim poziomie ligowym. Wcześniej, w maju 1931, doszło do pierwszych odnotowanych derbów Gdyni w meczu towarzyskim rozegranym na Oksywiu, zakończonym zwycięstwem Bałtyku 5:0.
| 1. odnotowane derby 17 maja 1931 | Bałtyk Gdynia | 5:0 | KS Gdynia |                   |
|                                  |               |     |           | boisko na Oksywiu |

W 1932 rozegrano kolejne trzy mecze towarzyskie, a z gry w czwartym Bałtyk zrezygnował. W latach 1933 i 1934 rozgrywano kolejne sparingi, a w 1935 doszło do pierwszych derbów Gdyni w polskich rozgrywkach - w Klasie B podokręgu morskiego Pomorskiego OPZN. W czerwcu 1935 derby Gdyni zadecydowały o awansie do baraży o Klasę A. Bałtyk wówczas wygrał 4:1. W lipcu 1937 w meczu towarzyskim Bałtyk rozgromił Kotwicę 7:2, w lutym 1938 odnotowano remis 2:2 oraz zwycięstwo Bałtyku 4:2, a w marcu 1938 Kotwica zwyciężyła 7:0. Pierwsze derby w klasie A odbyły się 4 września 1938 i zakończyły się wygraną Kotwicy 4:2, a spotkaniu towarzyszyły bójki kibiców. W kwietniu 1939 odbyły się drugie i ostatnie przedwojenne derby Gdyni w polskich rozgrywkach, zakończone wynikiem 2:2, gdyż do Klasy B po czterech sezonach spadł Bałtyk. Towarzysko kluby się spotkały jeszcze 3 maja 1939.
| 1. derby w A-klasie 4 września 1938 | Bałtyk Gdynia | 2:4 | Kotwica Gdynia |                         |
|                                     |               |     |                | Stadion Miejski w Gdyni |

| 2. derby w A-klasie 16 kwietnia 1939 | Kotwica Gdynia | 2:2 | Bałtyk Gdynia |                         |
|                                      |                |     |               | Stadion Miejski w Gdyni |

Po II wojnie światowej po raz pierwszy Bałtyk i Arka się spotkały na drugim szczeblu, w ówczesnej II lidze, w sezonie 1961. Przed tym rozgrywały derby w III lidze, a pierwsze z nich się odbyły w maju 1956 i zakończyły się wynikiem 2:2. W 1974 jako pierwszy gdyński klub Arka awansowała do Ekstraklasy, Bałtyk awansował w 1980, dzięki czemu w sezonie 1980/1981 odbyły się pierwsze ekstraklasowe derby Gdyni. W sezonie 1995/1996 odbyły się jedyne derby Gdyni na szczeblu centralnym Pucharu Polski, wygrane przez Arkę 3:0. Ostatnie ligowe derby Gdyni miały miejsce w III lidze w sezonie 2000/2001 i się zakończyły zwycięstwem Arki 3:1.
| 1. derby w III lidze 31 maja 1956 | Arka Gdynia | 2:2 | Stal-Bałtyk Gdynia |  |
|                                   |             |     |                    |  |

| 1. derby w II lidze 2 kwietnia 1961 | Bałtyk Gdynia | 1:1 | Arka Gdynia |  |
|                                     |               |     |             |  |

| 1. derby w Ekstraklasie 17 września 1980 | Arka Gdynia | 0:0 | Bałtyk Gdynia |                                                                |
| 16:00                                    |             |     |               | Stadion przy ulicy Ejsmonda Widzów: 15 000 Sędzia: Jerzy Figas |

| 2. derby w Ekstraklasie 22 marca 1981 | Bałtyk Gdynia | 0:3 | Arka Gdynia |                |
| 15:00                                 |               |     |             | Widzów: 12 000 |

| 3. derby w Ekstraklasie 26 sierpnia 1981 | Bałtyk Gdynia | 2:1 | Arka Gdynia |               |
| 16:30                                    |               |     |             | Widzów: 8 000 |

| 4. derby w Ekstraklasie 24 marca 1982 | Arka Gdynia | 0:0 | Bałtyk Gdynia |                                            |
| 15:45                                 |             |     |               | Stadion przy ulicy Ejsmonda Widzów: 10 000 |

| 1. derby w Pucharze Polski (centralnym) 13 września 1995 | Arka Gdynia | 3:0 | Bałtyk Gdynia |  |
|                                                          |             |     |               |  |

## Bilans
| rozgrywki                                                                                   | liczba spotkań | zwycięstwa Arki | remisy | zwycięstwa Bałtyku | bramki          |
| ------------------------------------------------------------------------------------------- | -------------- | --------------- | ------ | ------------------ | --------------- |
| I poziom ligowy (do 2008 I liga, od 2008 Ekstraklasa)                                       | 4              | 1               | 2      | 1                  | 4:2 dla Arki    |
| II poziom ligowy (do 1939 Klasa A, od 1948 do 2008 II liga, od 2008 I liga)                 | 20             | 10              | 6      | 4                  | 24:16 dla Arki  |
| Puchar Polski (na szczeblu centralnym)                                                      | 1              | 1               | 0      | 0                  | 3:0 dla Arki    |
| powyższe łącznie                                                                            | 25             | 12              | 8      | 5                  | 31:18 dla Arki  |
| III poziom ligowy (dane niepełne - bilans obejmujący wyłącznie okres III-ligowy od 1956 r.) | 22             | 9               | 7      | 6                  | 35:31 dla Arki  |
| Puchar Polski (na szczeblu regionalnym)                                                     | 1              | 0               | 0      | 1                  | 1:0 dla Bałtyku |
| wszystkie powyższe łącznie                                                                  | 48             | 21              | 15     | 12                 | 66:50 dla Arki  |

## Pozycje ligowe
Legenda: na żółto – Arka, na niebiesko – Bałtyk

## Ciekawostki
- Pierwszy z meczów derbowych sezonu 1968/1969 III ligi został przerwany i zweryfikowany jako walkower na korzyść Arki[22].
- Pierwsze ekstraklasowe derby Gdyni miały się odbyć w ramach 2. kolejki 23 sierpnia 1980, jednakże zostały przełożone na 17 września[23] (po 6. kolejce). Do derbów Bałtyk przystępował z 7. pozycji w tabeli, a Arka z 8.[24]
- Stadiony, na których Arka i Bałtyk obecnie rozgrywają domowe mecze, są oddalone od siebie o mniej niż kilometr.
- Derby Gdyni były rozgrywane w różnych dzielnicach, m.in. na Oksywiu, Grabówku i Wzgórzu Św. Maksymiliana.
- Pierwsze ekstraklasowe derby Gdyni rozegrano ponad 28 lat przed pierwszymi ekstraklasowymi derbami Trójmiasta między Arką a Lechią Gdańsk, a pierwsze derby Gdyni na drugim poziomie ligowym prawie 26 lat przed pierwszym pojedynkiem Arki i Lechii zapleczu Ekstraklasy.